# Orosz futsalválogatott
Az orosz futsal-válogatott Oroszország nemzeti csapata, amelyet az orosz labdarúgó-szövetség (oroszul: Российский Футбольный Союз; latin átírással Rosszijszkij Futbolnij Szojuz) irányít. Az egyik legerősebb európai futsalválogatott.
Az 1989-es világbajnokságon még nem vett részt, mivel a Szovjetunió tagja volt. Az 1992-es hongkongi vb-n azonban már ott volt. 1996-ban a harmadik, 2000-ben és 2008-ban pedig a negyedik helyen végzett.
Az 1996-os és a 2005-ös kontinensviadalon az ezüstérmet sikerült megszereznie. Legjobb eredménye az Európa-bajnoki cím, amit az 1999-es futsal-Európa-bajnokságon ért el.

## Eredmények

### Világbajnokság
| Év       | Eredmény      | M  | Gy | D | V  | Rg  | Kg | Gk  |
| -------- | ------------- | -- | -- | - | -- | --- | -- | --- |
| 1992     | Csoportkör    | 3  | 1  | 1 | 1  | 20  | 16 | +4  |
| 1996     | Bronzérmes    | 8  | 4  | 2 | 2  | 29  | 17 | +12 |
| 2000     | 4. hely       | 8  | 4  | 0 | 4  | 37  | 24 | 13  |
| 2004     | Nem jutott be | –  | –  | – | –  | –   | –  | –   |
| 2008     | 4. hely       | 9  | 4  | 1 | 4  | 62  | 31 | +31 |
| 2012     | Folyamatban   | –  | –  | – | –  | –   | –  | –   |
| Összesen | 4/5           | 28 | 13 | 4 | 11 | 148 | 88 | +60 |

### Európa-bajnokság
| Év       | Eredmény    | M  | Gy | D | V  | Rg | Kg | Gk  |
| -------- | ----------- | -- | -- | - | -- | -- | -- | --- |
| 1996     | Ezüstérmes  | 4  | 3  | 0 | 1  | 17 | 10 | +7  |
| 1999     | Aranyérmes  | 5  | 4  | 1 | 0  | 23 | 14 | +9  |
| 2001     | Bronzérmes  | 5  | 3  | 0 | 2  | 14 | 9  | +5  |
| 2003     | Csoportkör  | 3  | 1  | 0 | 2  | 5  | 6  | –1  |
| 2005     | Ezüstérmes  | 5  | 3  | 0 | 2  | 15 | 10 | +5  |
| 2007     | Bronzérmes  | 5  | 3  | 0 | 2  | 13 | 12 | +1  |
| 2010     | Negyeddöntő | 3  | 1  | 1 | 1  | 8  | 5  | +3  |
| 2012     | Bejutott    | –  | –  | – | –  | –  | –  | –   |
| Összesen | 8/8         | 31 | 18 | 4 | 10 | 95 | 66 | +29 |